# Anopla
A – Procephalothrix filiformis

B – Cephalothrix linearis

C – Tubulanus superbus

D – Tubulanus polymorphus

E – Callinera grandis

Classe
Classification phylogénétique
- bilatériens
  - protostomiens
    - lophotrochozoaires
      - eutrochozoaires
        - syndermates
          - rotifères
          - acanthocéphales
          - cycliophores ?

        - spiraliens
          - entoproctes
          - parenchymiens
            - plathelminthes
            - némertes

          - mollusques
          - siponcles
          - annélides

      - lophophorata

    - chaetognathes ?
    - cuticulates

  - mésozoaires ?
  - deutérostomiens
    - échinodermes
    - pharyngotrèmes

Anopla est une classe de vers aquatiques de l'embranchement des Nemertea (vers pourvus d'un probiscis dévaginable). 

## Espèces notables

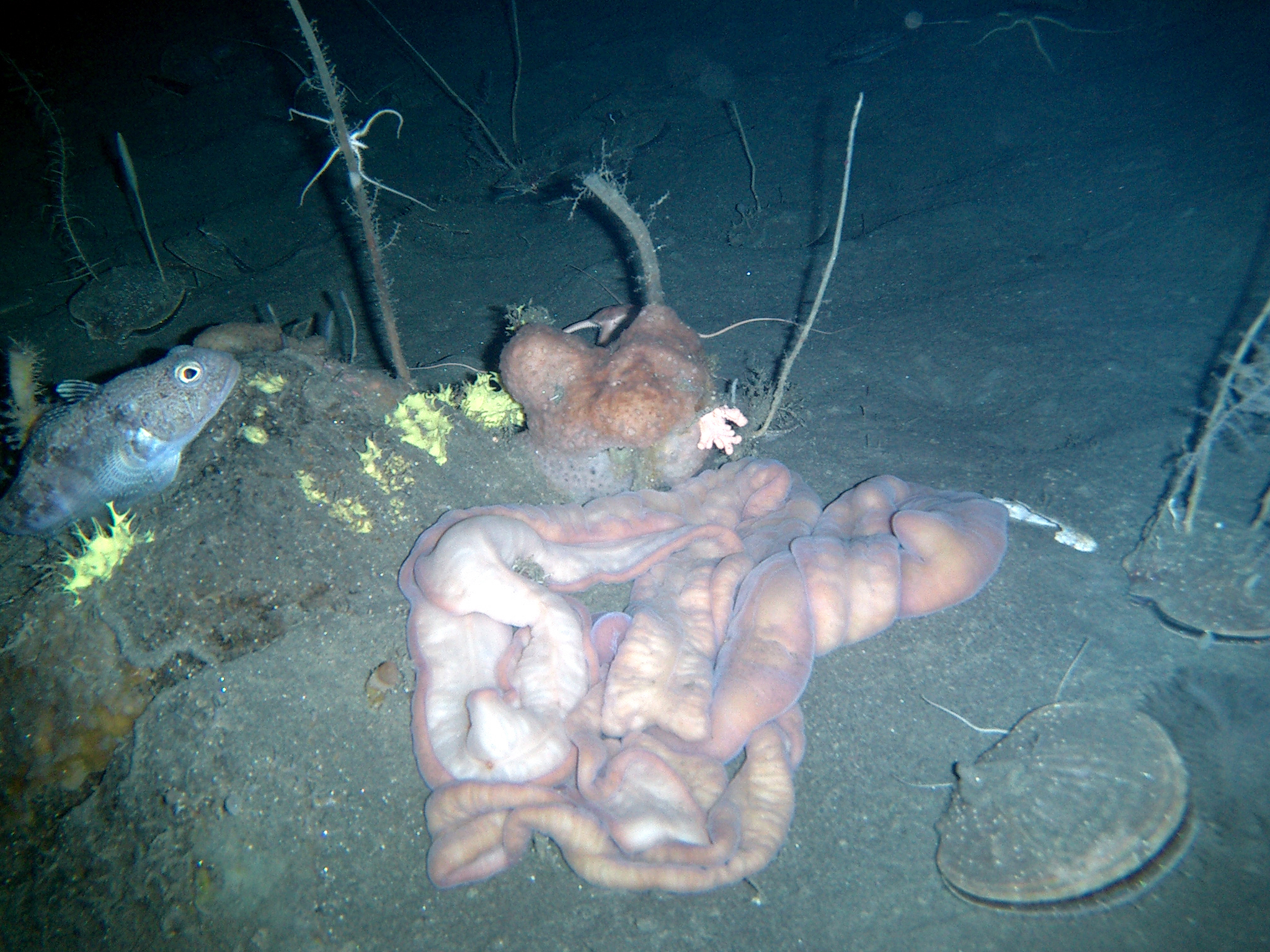
Parborlasia corrugatus

La plus longue espèce animale du monde est le némerte répondant au nom latin de Lineus longissimus, et dont la taille peut atteindre 55 mètres de long.

## Systématique
- Classe Anopla
  - Ordre Heteronemertea (500 espèces, familles discutées : Cerebratulidae, Gorgonorhynchidae, Lineidae, Mixolineidae, Panorhynchidae, Polybrachiorhynchidae et Valenciniidae selon Ray Gibson)
    - Famille Baseodiscidae
      - Baseodiscus (Diesing, 1850), Cephalomastax, Oxypolella, Oxypolia (Punnett, 1901), Parapolia

    - Famille Cerebratulidae Stiasny-Wijnhoff, 1942
      - Bennettiella (Gibson, 1982)
      - Cerebratulus (Renier, 1804)
      - Dokonemertes (Gibson, 1985)
      - Parborlasia (Friedrich, 1960)
      - Quasilineus (Gibson, 1981)
      - Valencinina (Gibson, 1981)

    - Famille Gorgonorhynchidae
      - Gorgonorhynchus (Dakin & Fordham, 1931)

    - Famille Lineidae
      - Antarctolineus (Müller & Scripcariu, 1964), Apatronemertes, Australineus (Gibson, 1990), Cerebratulides, Chilineus, Corsoua, Diplopleura, Dushia, Euborlasia, Evelineus, Flaminga, Gorgonorhynchus, Heterolineus, Hinumanemertes, Huilkia, Kirsteueria (Gibson, 1978), Kohnia (Sunberg & Gibson, 1995), Lineopsis, Lineus (Sowerby, 1806), Micrella (Punnett, 1901), Micrura (Ehrenberg, 1828), Micrurides, Micrurina, Micrurinella, Neolineus, Notospermus (Huschke, 1830), Pontolineus, Pseudolineus, Siolineus, Uchidana, Uricholemma (Sunberg & Gibson, 1995), Wiotkenia

    - Famille Mixolineidae
      - Aetheorhynchus (Gibson, 1981), Mixolineus

    - Famille Panorhynchidae
      - Panorhynchus (de la Serna de Esteban & Moretto, 1969)

    - Famille Polybrachiorhynchidae
      - Dendrorhynchus (Keilin, 1920), Polybrachiorhynchus (Gibson, 1977)

    - Famille Valenciniidae
      - Paralineus, Planolineus, Valencinia (Quatrefages, 1846), Valencinura, Zygeupolia

    - Famille indéterminée
      - Colemaniella (Gibson, 1982)
      - Myoisophagos (Riser, 1994)

  - Ordre Palaeonemertea
    - Famille Carinomidae
      - Carinoma (Oudemans, 1885)

    - Famille Cephalothricidae
      - Cephalotrichella (Wijnhoff, 1913), Procephalothrix (Wijnhoff, 1913)

    - Famille Hubrechtidae
      - Hubrechtella (Bergendal, 1902)

    - Famille Tubulanidae
      - Callinera (Bergendal, 1900), Carinesta (Punnett, 1900), Carinina (Hubrecht, 1885), Carinomella, Tubulanus

Selon World Register of Marine Species (11 janvier 2015) :
- famille Gorgonorhynchidae
- famille Lineidae
- famille Mixolineidae
- famille Panorhynchidae
- famille Polybrachiorhynchidae
- famille Valenciniidae Hubrecht, 1879
- genre Cerebratulides Stiasny-Wijnhoff, 1942
- genre Epithetosoma Danielssen & Koren, 1880
- genre Hemicyclia Ehrenberg
- genre Huilkalineus Senz, 1993
- genre Oligodendrorhynchus Fernández−Álvarez & Anadón, 2012
- genre Pseudobaseodiscus Senz, 1993
- genre Riserius Norenburg, 1993

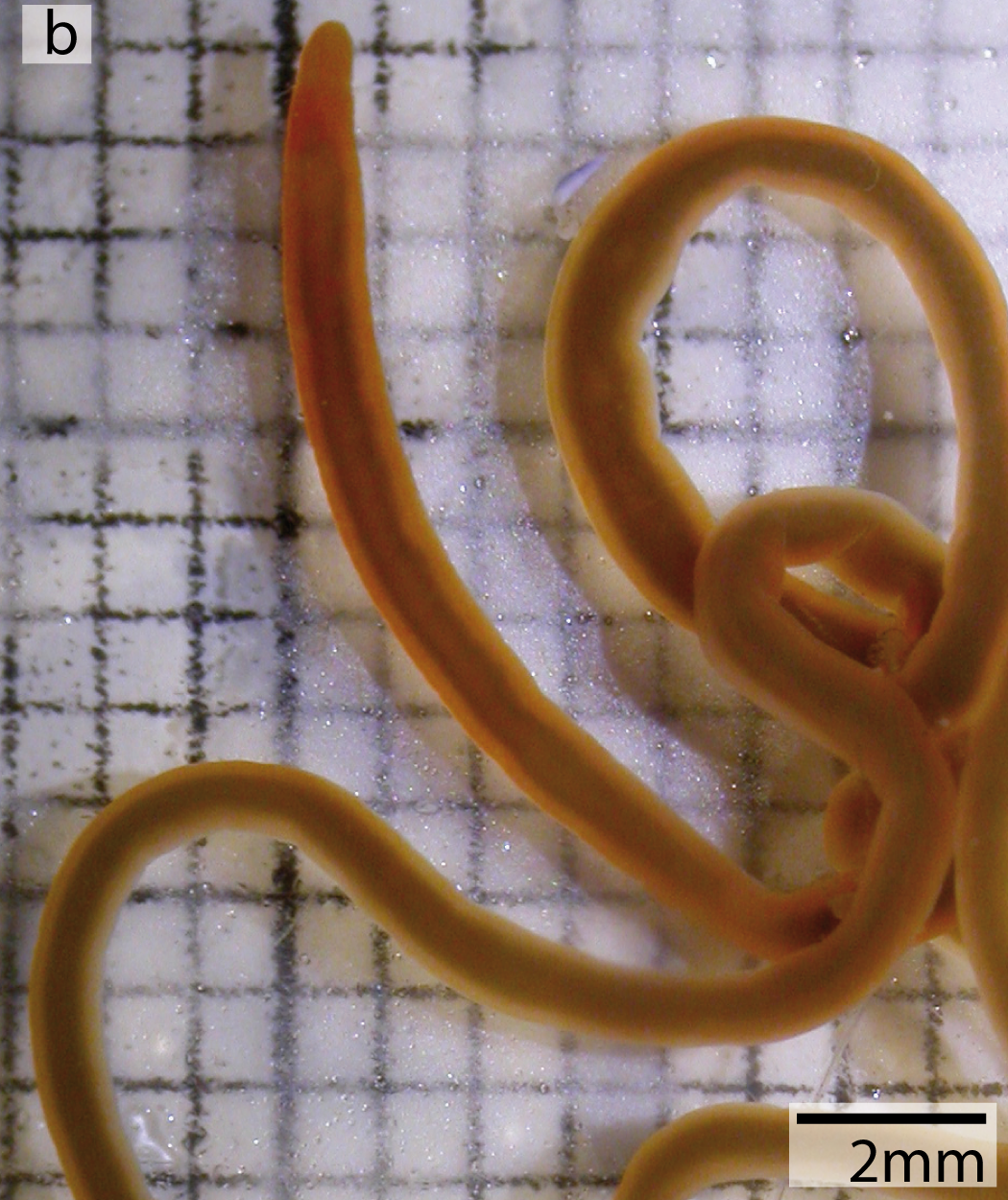
Cephalothrix linearis, un Cephalothricidae
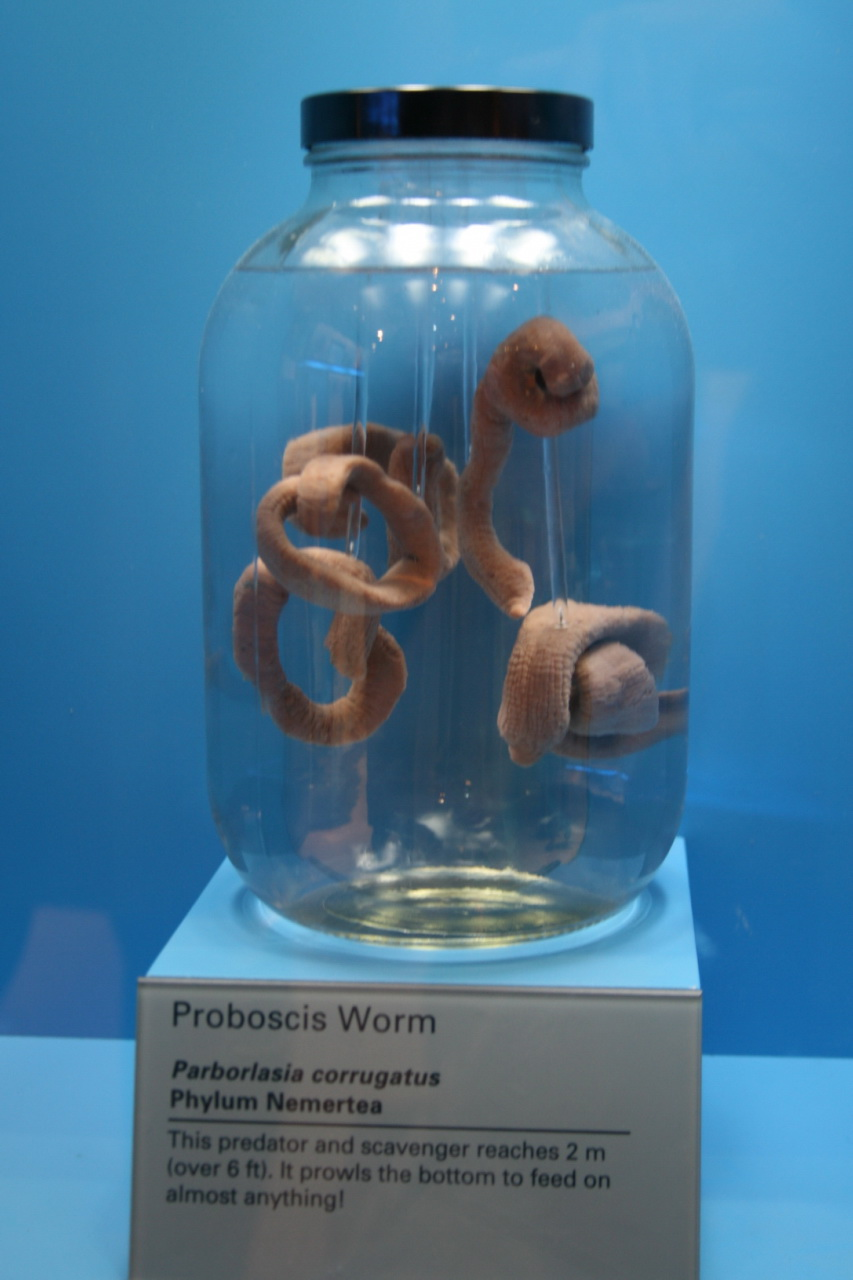
Parborlasia corrugatus, un Cerebratulidae
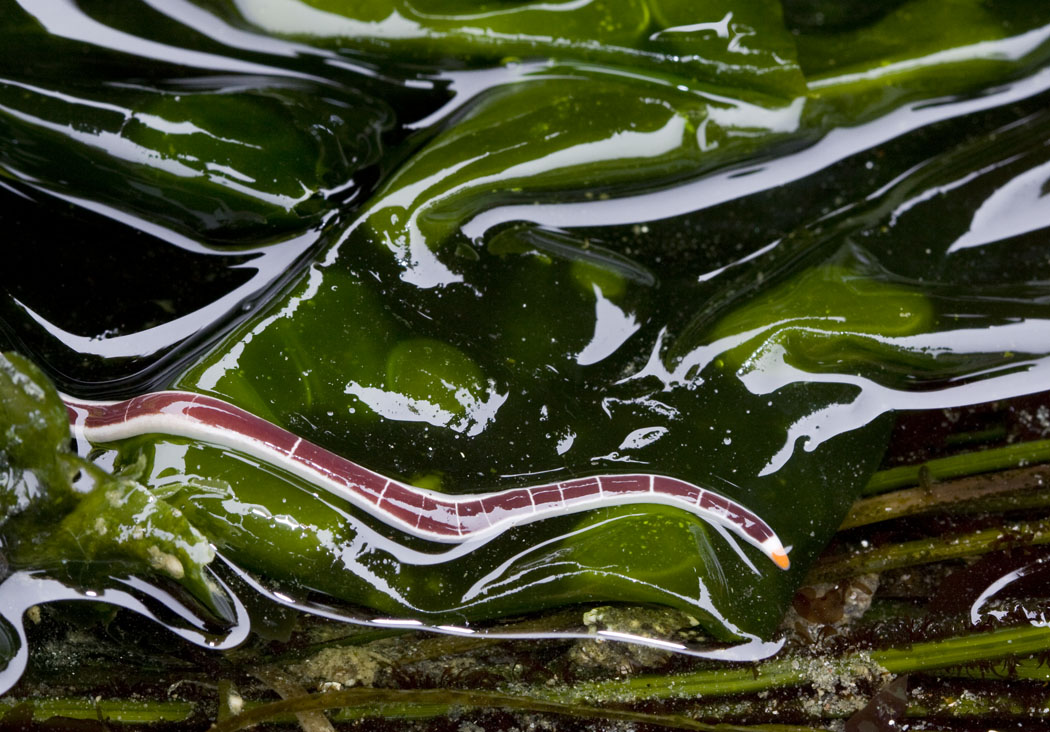
Micrura verrilli, un Lineidae
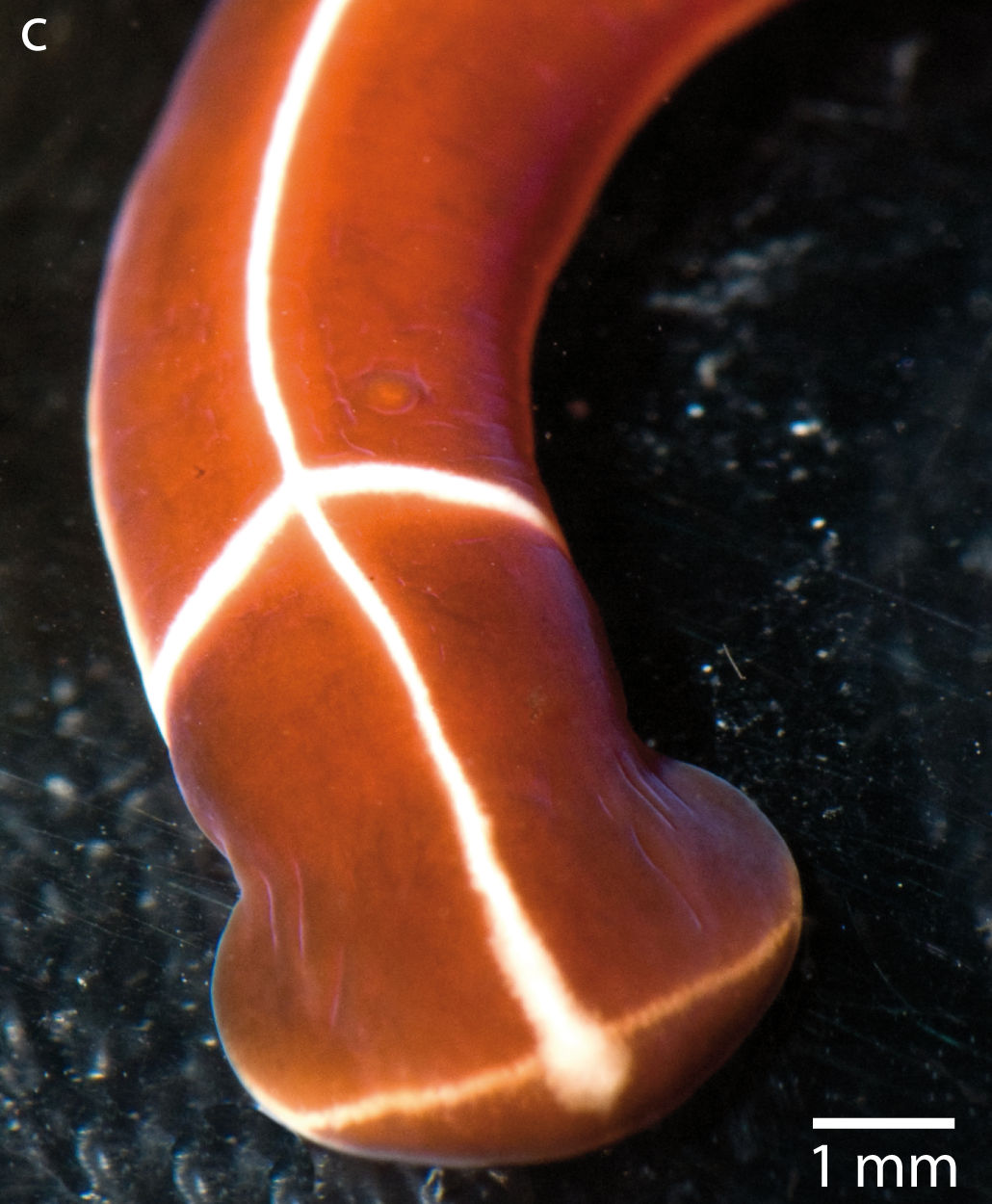
Tubulanus superbus, un Tubulanidae
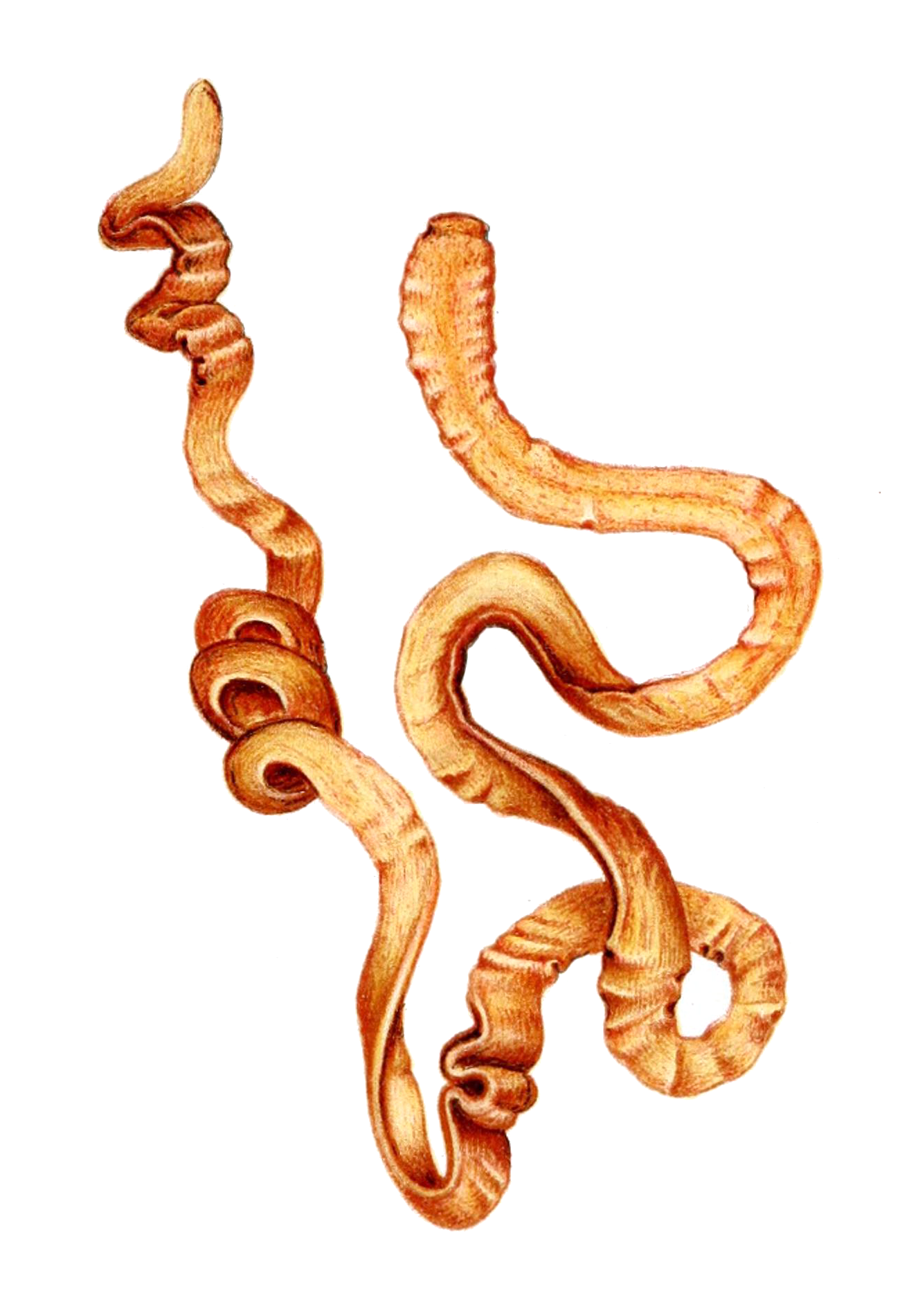
Baseodiscus princeps, un Valenciniidae